# Bashraf
bashraf (arabe بشرف) est un mot persan signifiant « introduction ». C'est une composition musicale avec une formule liée, une des plus longues œuvres du patrimoine arabe traditionnel. Le bashraf comporte beaucoup de phrases musicales de grande valeur artistique. Il est composé avec des formes rythmiques simples, et souvent rédigé avec des mesures 4 / 4.
Le modèle du bashraf se compose de quatre sections principales, dont chacune est appelée khana (arabe خانة) qui signifie « case ». Chaque khana est séparée de l'autre par un morceau plus petit appelé taslim (arabe : تسليم) — mot d'origine turque. Le taslim est composé de phrases musicales très vives, et se termine généralement par la tonique de la gamme (maqâm), ce qui attire l'attention de l'auditeur.

## Le Bashraf dans la musique arabo-andalouse
Dans le Malouf algérien et le Malouf tunisien, le bashraf sert d'ouverture aux différentes Noubas arabo-andalouses.

### Algérie

#### Malouf
À l'instar des tūšiyā et des tšəmbār des écoles de Tlemcen (Gharnati) et d'Alger (Sanâa), le bashraf sert d'ouverture aux Noubas de l'école de Constantine (Malouf).
| Nouba                                                             | Mode (ṭābʿ)                                                | Note              | Bashraf (ou Tūšiyā) |
| ----------------------------------------------------------------- | ---------------------------------------------------------- | ----------------- | --- |
| Ḍīl Ḥsīn Mǧənbā Rəml əl-māyā Rəml Zīdān Məzmūm Sīkā Rāsd Ḍīl Māyā | Ḍīl Ḥsīn Zīdān Rəml əl-māyā Zīdān Məzmūm Sīkā Rāsd Ḍīl Ḍīl | DO RE Re Fa Mi Do | Bashraf Māyā Bashraf Ḥsīn Bashraf Mrəbbəʿ (Kəbīr)* Bashraf Rəml əl-māyā (ʿArāysī) Tūšiyā Zīdān Bashraf Zīdān Bashraf Məzmūm (Rəgrīgī) Bashraf Sīkā Bashraf Ḍīl Tūšiyā Ḍīl |

- Le Bashraf Mrəbbəʿ (Kəbīr) est composé sur cinq modes (Ḥsīn, Sīkā, Ḍīl, Zīdān et Mḥāyyər).

#### Sanâa et Gharnati
Dans l'école de Tlemcen (Gharnati) et celle d'Alger (Sanâa), les bashraf servent d'ouvertures instrumentales aux nubat əl-inqilābāt, comme Tūšiyyet Bašrāf əl-Ḥsīn ((ara) توشية باشراف الحسين) ou Tūšiyyet Bašrāf Raml əl-Māya ((ara) توشية باشراف رمل الماية).